# Windows Prohlížeč fotografií
Windows Prohlížeč fotografií (dříve Prohlížeč obrázků a faxů) je prohlížeč obrázků zahrnutý v operačních systémech patřících do rodiny Windows NT. Poprvé byl obsažen ve Windows XP a Windows Server 2003 pod svým původním jménem. Ve Windows Vista byl dočasně nahrazen programem Windows Fotogalerie, ale ve Windows 7 byl obnoven, tentokrát již pod svým současným názvem. Tento program je následníkem programu Imaging for Windows. Ve Windows 10 je tento program nahrazen UWP aplikací zvanou Fotky, ale stále může být obnoven pomocí zásahu do registru.
Windows Prohlížeč fotografií umožňuje prohlížet jednotlivé obrázky, zobrazit všechny obrázky ve složce formou prezentace, otáčet je o 90°, vytisknout je, a to buď přímo, nebo přes online tiskovou službu, poslat je e-mailem nebo je vypálit na disk CD/DVD. Windows Prohlížeč fotografií podporuje obrázky ve formátech BMP, JPEG, JPEG XR (dříve HD Photo), PNG, ICO, GIF a TIFF.

## Rozvoj
Ve Windows Photo Vieweru byly v porovnání s Prohlížečem obrázků a faxů provedeny změny v grafickém uživatelském rozhraní.
Zatímco Prohlížeč obrázků a faxů používal GDI+, Windows Prohlížeč fotografií používá Windows Imaging Component (WIC) a využívá možnosti Windows Display Driver Modelu (WDDM).
Ačkoliv jsou ve Windows Prohlížeči fotografií podporovány soubory ve formátu GIF, tak zatímco Prohlížeč obrázků a faxů zobrazuje animované GIFy správně, Windows Prohlížeč fotografií zobrazuje pouze první snímek. Prohlížeč obrázků a faxů byl také schopen zobrazovat vícestránkové TIFF soubory (mimo těch, které užívaly JPEG kompresi) a přidávat k nim poznámky. Na druhou stranu přidal Windows Prohlížeč fotografií podporu pro formát JPEG XR a ICC profily.